# Darío Conca
Darío Leonardo Conca (* 11. Mai 1983 in General Pacheco, Tigre, Prov. Buenos Aires, Argentinien) ist ein ehemaliger argentinischer Fußballspieler.

## Laufbahn
Darío Conca begann mit dem Fußballspielen beim heimischen CA Tigre in der nördlichen Peripherie von Buenos Aires, mit dem er bereits 2000 als 15-Jähriger in der zweitklassigen Liga Primera B Nacional debütierte. Noch im selben Jahr wechselte er zum Spitzenverein River Plate, bei dem er allerdings bis November 2003 auf sein Debüt in der ersten Liga warten musste. Dauerhaft konnte er sich aber nicht durchsetzen und wurde von 2004 bis 2006 nach Chile zum Hauptstadtverein CD Universidad Católica verliehen, mit dem er 2005 die Clausura-Meisterschaft gewann. 2006 verlieh ihn River Plate zunächst an den argentinischen Erstligisten Rosario Central weiter, für den er 14 Spiele bestritt.
Im Januar 2007 begann für ihn eine erfolgreiche Zeit in Brasilien, als er nach Rio de Janeiro zum CR Vasco da Gama weiterverliehen wurde. Mit Vasco erreichte er bei Staats- und Landesmeisterschaft nur Plätze im Mittelfeld. Nur ein Jahr darauf wurde der Ortsrivale Fluminense FC seine vierte Leihstation. Als Pokalsieger des Vorjahres war Fluminense für die Copa Libertadores 2008 qualifiziert. In der Knock-Out-Phase schaltete Fluminense die vormaligen Titelträger Atlético Nacional aus Medellin in Kolumbien, den FC São Paulo und letztendlich im Halbfinale die Boca Juniors nach einem 2:2 in Buenos Aires und einem 3:1-Heimsieg aus, zu dem er einen Treffer beisteuerte. Ende Juni verlor Fluminense das Final-Hinspiel in der ecuadorianischen Hauptstadt Quito gegen LDU mit 2:4, nachdem Conca zwischenzeitlich zum 1:1 ausgleichen konnte. Im Rückspiel im Maracanã gelang eine Aufholjagd und nach 90 Minuten stand es 3:1. Da Auswärtstore in Libertadores Finales aber nicht stärker gewichtet werden, kam es zum Elfmeterschießen, das LDU mit 3:1 für sich entscheiden konnte. Conca verschoss den ersten Elfmeter. In der darauf folgenden brasilianischen Meisterschaft musste Fluminense bis zum zehnten Spieltag auf den ersten Sieg warten. Am Ende der Saison lag der Verein nur einen Punkt über einem Abstiegsrang.
Zu Beginn der Saison 2009 gingen Concas Transferrechte an Fluminense über und er unterschrieb dort einen Vertrag bis Ende 2011. In der Meisterschaft des Jahres 2009 war das Bild ähnlich dem des Vorjahres: Am Ende sicherte wieder nur ein einziger Punkt den Verbleib in der Série A. International gelang mit dem Vorstoß in das Finale der Copa Sudamericana erneut ein Achtungserfolg. Der Gegner hieß erneut LDU; die Mannschaft überzeugte erneut beim Heimspiel in Quito und gewann klar mit 5:1. Im Rückspiel startete Fluminense erneut eine energische Aufholjagd, doch der 3:0-Endstand reichte diesmal nicht für ein Elfmeterschießen. Für Conca gab es aber den ersten großen persönlichen Erfolg: Bei der vom Brasilianischen Verband und dem Fernsehsender Rede Globo gemeinsam abgehaltenen Wahl zum Prêmio Craque do Brasileirão unter den Fans landete er an erster Stelle – und das, obwohl Fluminense nicht zu den großen, beliebten Vereinen des Landes zählt.
Nach einer durchschnittlich verlaufenen Staatsmeisterschaft 2010 kam es zum siebten Trainerwechsel, seit sich Conca dem Verein anschloss. Diesmal wurde mit Muricy Ramalho ein ausgesprochener Erfolgstrainer verpflichtet, der schon den FC São Paulo zu drei Meisterschaften und einem Sieg in der Copa Conmebol führte. Fluminense spielte von Anfang an bei der Meisterschaft vorne mit und das Titelrennen blieb bis zum letzten Spieltag offen. Zuhause reichte im Engenhão schließlich ein 1:0-Erfolg gegen den bereits abgestiegenen Guarani FC, nachdem der letzte verbliebene Titelkonkurrent Corinthians mit dem Ex-Superstar Ronaldo beim ebenfalls bereits abgestiegenen Goiás EC nur ein 1:1 erreichte. Dies war nach 26-jähriger Unterbrechung die dritte brasilianische Meisterschaft in der Geschichte des Vereins.
Conca selbst war 2010 der erfolgreichste Vorlagengeber der Série A und wurde nach dem Ende der Spielzeit mit persönlichen Ehrungen überhäuft. Der scheue Conca bekam die traditionelle Auszeichnung Bola de Ouro der Fachzeitschrift Placar als bester Spieler nach den Durchschnittsbewertungen der Saison und bei der Verleihung des Prêmio Craque do Brasileirão bekam er diesmal nicht nur den Preis der Fan-Wahl, sondern auch die Hauptauszeichnung.
Im Juli 2011 wechselte Darío Conca für dreieinhalb Jahre zum chinesischen Erstligisten Guangzhou Evergrande. Sein Gehalt dort soll 10,4 Millionen US-Dollar pro Jahr betragen, was ihn zu einem der bestbezahlten Spieler der Welt macht. In seiner ersten Saison beim Verein erzielte er neun Tore in 15 Partien und gewann mit Evergrande die erste chinesische Landesmeisterschaft der Vereinsgeschichte. In der Saison darauf gelang die Titelverteidigung.
Im Januar 2017 lieh Shanghai SIPG Darío Conca an Flamengo Rio de Janeiro aus. Nach seiner Rückkehr war er fast ein Jahr ohne Verein und schloss sich dann im Dezember 2018 Austin Bold im USL Championship an. Doch schon vier Monate später beendete er dort seine aktive Karriere.

## Erfolge
- Copa Libertadores: Finalist 2008
- Copa Sudamericana: Finalist 2009
- AFC Champions League: 2013
- Campeonato Brasileiro: 2010
- Primera División (Chile): 2005-C
- Chinese Super League: 2011, 2012, 2013

## Auszeichnungen
- Bola de Ouro: 2010
  - Chinesischer Fußballer des Jahres: 2013
- Prêmio Craque do Brasileirão: 2010
- Prêmio Craque do Brasileirão / Fan-Abstimmung: 2009, 2010
- AFC Champions League Dream Team: 2013
- Chinese Super League Team of the Year: 2012, 2013, 2015
- Chinesischer FA Cup Chinese FA Cup Most Valuable Player: 2013